# Marileidy Paulino
Marileidy Paulino (Nizao, 25 de outubro de 1996) é uma atleta dominicana, campeã olímpica e mundial dos 400 m rasos.
Nos Jogos Olímpicos de Verão de 2020, conquistou a medalha de prata na prova de 400 metros feminino com o tempo de 49.20. Na mesma edição, conquistou outra prata no revezamento 4x400 metros misto. Em 2021, ela estudou educação física na Universidad Autónoma de Santo Domingo.
Em Paris 2024 se tornou campeã olímpica dos 400 m vencendo a prova em 48.17, quarta melhor marca da história, quebrando o recorde olímpico da francesa Marie-José Pérec, que existia desde Atlanta 1996.